# Lilium
Lilium Tourn. ex L., 1753 è un genere di piante appartenente alla famiglia Liliaceae, diffuso in Europa, Asia e Nord America. Comprende i fiori comunemente chiamati gigli.

## Descrizione
Il genere comprende piante con un'altezza da 80 cm a 2 m, dotate di bulbo a scaglie imbricate, disposte intorno ad un disco centrale, da cui originano inferiormente le radici, e superiormente lo stelo. Le scaglie, a seconda della specie, sono più o meno larghe, acuminate, serrate tra loro.
Le radici del bulbo sono perenni e non si rinnovano tutti gli anni come succede solitamente nelle piante bulbose; solo i gigli di origine cinese e giapponese, alla ripresa vegetativa, formano un palco di radici avventizie sullo stelo sopra il bulbo a fior di terra, che contribuiscono alla nutrizione delle parti aeree.
Le foglie generalmente lanceolate, più o meno strette con venature parallele, sono disposte attorno al fusto eretto, a volte in palchi, solitamente in ordine sparso. I fiori hanno sei tepali (tre petali e tre sepali petaloidi), e sono terminali, spesso riuniti in numerose infiorescenze portate da lunghi steli, con forme e colori diversissimi, e spesso profumatissimi. Il genere comprende circa 80 specie e numerosi ibridi e cultivar.

## Tassonomia
Il genere comprende oltre un centinaio di specie.

### Alcune specie
Le specie più conosciute sono:

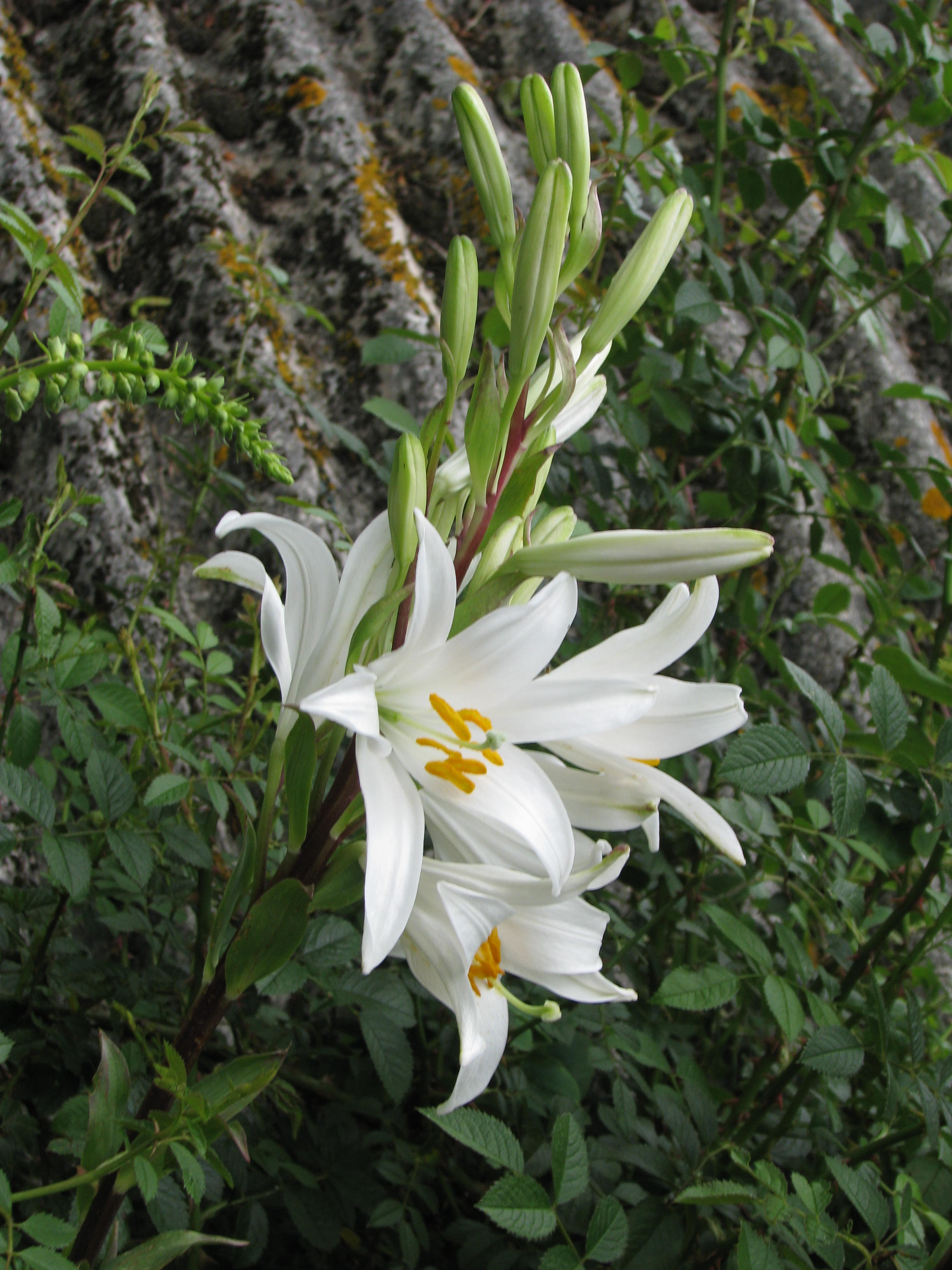
Lilium candidum

- Lilium candidum (noto anche col nome di giglio bianco, giglio candido, giglio della Madonna, giglio di san Luigi per l'uso araldico, o ancora giglio di sant'Antonio, con corolle bianche intensamente profumate) e L. monadelphum dal Medio Oriente;
- L. martagon e L. bulbiferum, conosciuto come giglio rosso o giglio di san Giovanni), di origine europea;

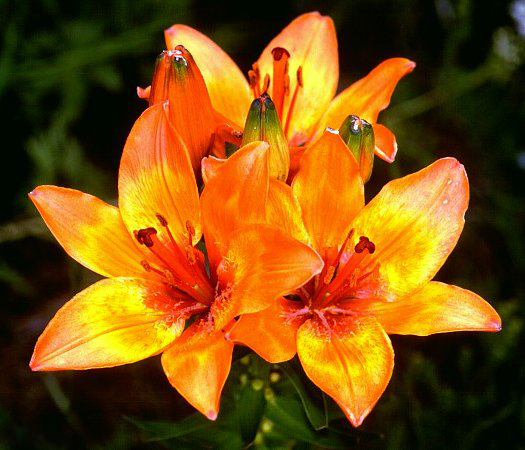
Lilium bulbiferum o giglio rosso

- L. tigrinum e L. concolor dalla Cina;
- L. auratum e L. longiflorum dal Giappone e isole del Pacifico;
- L. nepalense, L. regale e L. speciosum dalle zone tropicali asiatiche;
- L. pardalinum e L. canadense provenienti dal Nord America.

Alcune specie un tempo inserite nel genere Lilium sono state in seguito collocate in generi distinti, fra cui Notholirion e Cardiocrinum.

### Suddivisione in base alla forma del fiore

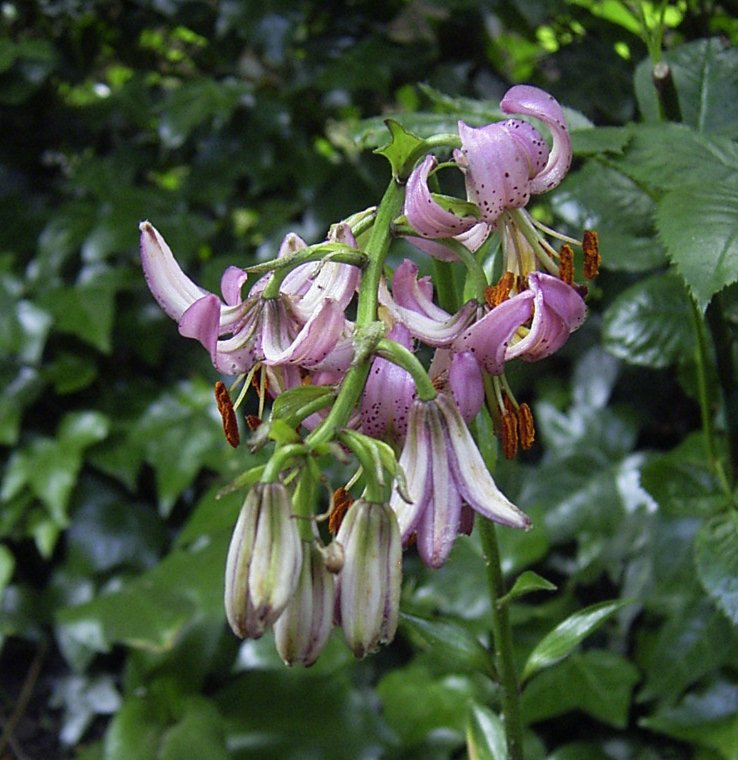
Lilium martagon

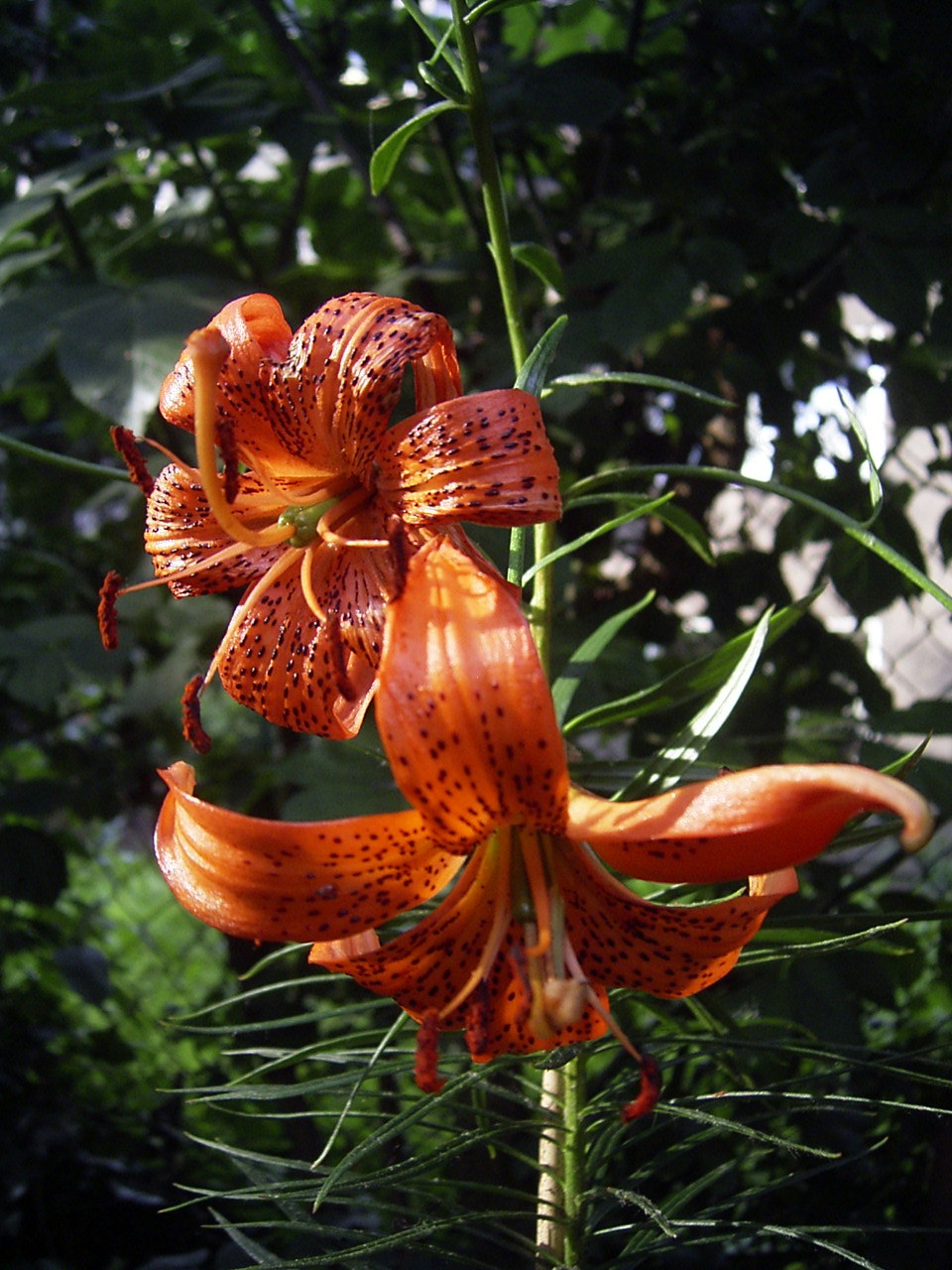
Lilium davidii

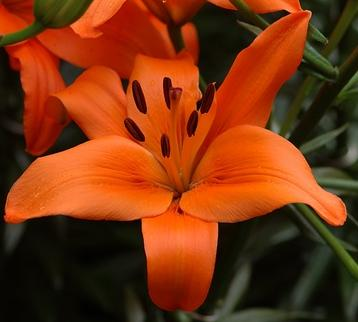
Lilium sp.

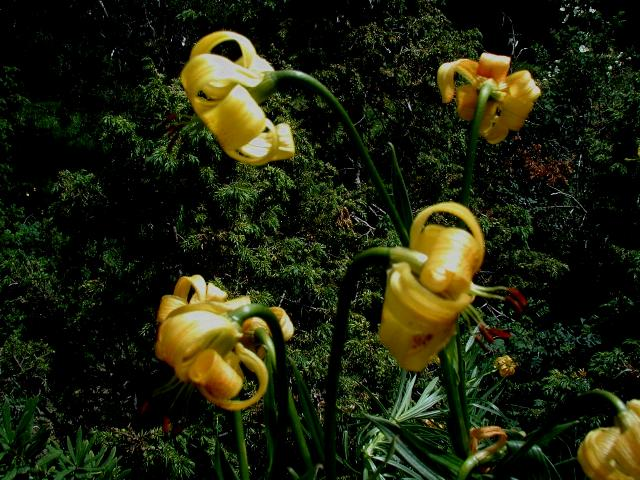
Lilium pyrenaicum

La varietà e diversità della forma dei fiori dei Lilium è talmente vasta, da far sorgere nei floricoltori l'esigenza di suddividere le varie specie in sezioni omogenee (che riportiamo di seguito), in base alla forma e portamento dei fiori:
1. Martagon: fiori penduli, petali molto ricurvi all'indietro; vi appartengono le specie:
  - L. martagon, spontaneo sulle nostre montagne, porta steli di oltre 1 m, con numerosi fiori rosati punteggiati di scuro; in alcune cultivar sono di colore bianco, cresce su suoli leggeri, acidi, ricchi di humus si riproduce per seme o con le scaglie dei bulbi.
  - L. davidii (o L. willmottiae o L. sutchuenense) porta 20-25 fiori piccoli ed eleganti, di colore rosso-arancio con piccoli punti brunastri; portati da steli alti circa 1 m, i soggetti riprodotti con la semina fioriscono già al secondo anno.
  - L. pardalinum, originario della California (poco coltivato in Italia), vegeta bene in suoli umidi e torbosi, con le radici che pescano nell'acqua, può raggiungere i 2 m di altezza; produce dense infiorescenze con fiori dalle sfumature gialle, rosse e arancio punteggiati di macchioline brunastre.
  - L. tigrinum, noto anche come L. lancifolium, nelle varietà flaviflorum, splendens e fortunei; con fiori arancione punteggiati di macchioline nero-brunastre, non produce semi ma si moltiplica grazie ai bulbilli che si formano sullo stelo all'ascella delle foglie.
  - L. hansonii, originario della Corea e del Giappone, con fiori di colore giallo intenso.
  - L. tenuifolium, originario della Siberia, di piccola taglia con fiori colorati di rosso.
  - Le specie L. pyrenaicum, L. pomponium, L. chalcedonicum e L. carniolicum sono molto simili a L. martagon.
  - L. leichtlinii, originario delle regioni asiatiche, in particolar modo dal Giappone.
2. Isolirion o Pseudolirion: fiori eretti a forma di imbuto; ne fanno parte le specie:
  - L. bulbiferum o L. croceum, spontaneo sui nostri monti, con dense infiorescenze erette di colore giallo-arancio punteggiato di marrone, su steli di circa 1 m di altezza; si moltiplica facilmente con i bulbilli prodotti sullo stelo.
  - L. davuricum, simile alla specie precedente, di origine siberiana, che incrociato con il L. croceum ha dato origine al L. umbellatum: molto apprezzato dai floricoltori, con moltissime varietà coltivate, si moltiplica facilmente con le scaglie o con i bulbetti ottenuti dalla stratificazione degli steli in terra sabbiosa.
3. Eulirion o Leucolirion: fiori orizzontali a forma di tromba; vengono inserite in questo gruppo le specie più interessanti che sono:
  - L. longiflorum, con fiori di colore bianco candido dalla tipica forma a tromba orizzontale, originario delle isole Ryūkyū, e da cui sono state selezionate diverse cultivar: tra queste ricordiamo la Takesima e la Haraisii, coltivata industrialmente su estese superfici nelle isole Bermude per la produzione dei bulbi da forzare. Viene raramente riprodotta per seme, con fioritura dal secondo anno, anche se i soggetti ottenuti con la semina sono più rustici dei soggetti ottenuti dalla forzatura sottovetro ed esenti da virosi. Il L. longiflorum si presta ottimamente alla fioritura forzata, per ottenere fiori tutto l'anno, mentre nella coltivazione in piena terra si dimostra poco rustico temendo il freddo e l'umidità, con frequente marciume dei bulbi nell'inverno, e steli corti se la primavera si presenta asciutta e calda.
  - L. regale, originario della Cina, rustico e decorativo, con steli slanciati, eretti, robusti, alti oltre 1,5 m, ricoperti di foglie strette ed eleganti, fiori bianchi a forma di tromba aperta, con tepali consistenti e sfumati di giallo-zolfo nella gola e rosso-brunastro all'esterno; sono molto profumati, con fioritura estiva. Si moltiplica facilmente con i semi prodotti copiosamente, con fioritura dal secondo anno. Si presta anche alla forzatura, ponendo i bulbi in serra a gennaio, dopo un periodo di riposo forzato.
  - Simili al L. regale sono il L. sargentiae e il L. sulphureum, che si distinguono per la produzione di bulbilli sullo stelo all'ascella delle foglie.
  - L. philippinense var. formosanum, originario delle zone montuose delle isole Luzón e Formosa, è una varietà molto rustica e resistente al gelo, non gradisce terreni calcarei, ed è soggetta alle malattie virali; i fiori hanno all'esterno dei tepali con sfumature rossastre. Si moltiplica per seme, con fioritura dopo circa 8-9 mesi dalla semina; le piante di 3-4 anni raggiungono facilmente i 2 m di altezza, riuscendo a portare una cinquantina di fiori alla fine d'agosto. Non si presta alla forzatura.
  - L. candidum, molto utilizzato nei giardini come pianta ornamentale, si adatta facilmente a qualunque tipo di terreno; non producendo semi si moltiplica interrando le scaglie durante il periodo di riposo estivo, con ripresa vegetativa alle prime piogge autunnali.
  - L. brownii, originario della Cina e il L. rebellum, originario del Giappone, dai fiori colorati di rosa, sono specie di difficile ambientazione nei nostri climi.
4. Archelirion: fiori larghi, molto aperti, petali solo parzialmente ricurvi all'indietro; comprende specie molto note come:
  - L. auratum, originario delle montagne del Giappone, poco resistente alle virosi, teme i climi umidi d'inverno e caldi d'estate, preferendo suoli vulcanici e porosi; di non facile coltivazione in Italia, ha steli alti fino a 1,5 m che portano una decina di fiori profumati, di forma molto aperta e arricciata, di colore bianco-giallastro con punteggiatura papillosa inferiormente di colore bruno-purpureo. Per la coltivazione richiede terreno permeabile e poroso in profondità e terriccio di foglie in superficie, con posizione a mezzo sole, fresca nel periodo estivo. Si moltiplica per seme, che rimane dormiente circa 1 anno nel terreno, per ottenere soggetti immuni alle virosi, oppure per mezzo delle scaglie.
  - L. speciosum, con innumerevoli varietà, tra cui citiamo la rubrum, la roseum, la album e la melpomene; ha steli alti oltre 1 m, che portano foglie ovali-lanceolate e 3-10 fiori di colore bianco-roseo sfumato di rosso-vivo, con punteggiature papillose colorate di porpora; i tepali sono parzialmente retroflessi, generalmente arricciati. Viene coltivata in serra o in pien'aria, su terreno soffice e ben drenato, asciutto d'inverno e fresco d'estate, in posizione semi-ombreggiata. Si moltiplica per mezzo delle scaglie.
  - L. henryi, originario della Cina, dove nell'ambiente naturale raggiunge 1,5 m di altezza; nelle forme coltivate ha steli alti fino a 2 m, che portano su lunghi peduncoli molti fiori di colore giallo-citrino, verdognoli al centro, con punteggiature papillose di color marrone. Si moltiplicano per mezzo dei bulbetti che si formano tutti gli anni alla base dello stelo.

## Usi

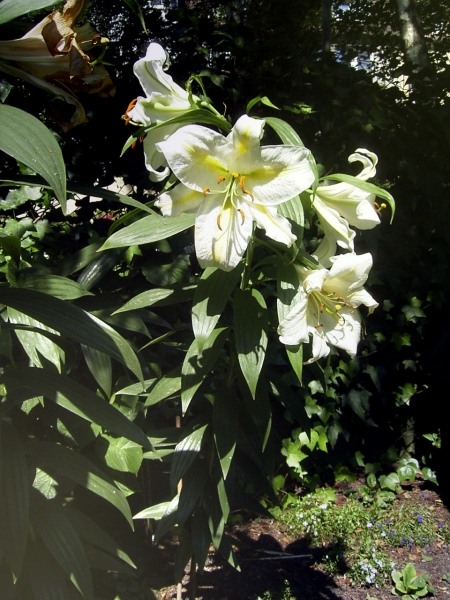
Pianta di Lilium auratum

I Lilium, volgarmente noti col nome di Giglio, vengono coltivati per lo più come piante ornamentali, nei giardini per l'eleganza e il profumo dei fiori portati da fusti eretti, in vaso per i terrazzi, e industrialmente per la produzione del fiore reciso.

## Proprietà medicinali

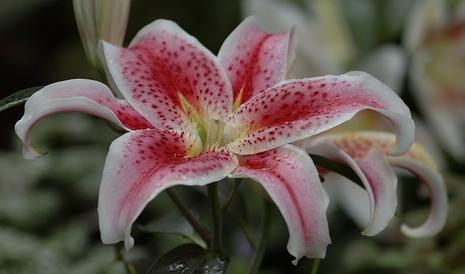
Lilium sp.

Alcune specie  come L. candidum vengono coltivate anche per le proprietà medicinali, le parti utilizzate sono:
- Il bulbo, raccolto a fine estate, il decotto ha proprietà diuretiche, emmenagoghe ed espettoranti; per uso esterno utilizzato per cataplasmi emollienti e risolventi su scottature e paterecci; l'infuso si utilizza per impacchi, lavande e gargarismi
- I petali dei fiori raccolti a fine primavera, sono astringenti detergenti, e curativi degli eczemi; per uso esterno vengono impiegati per curare piaghe, scottature, come impacchi e irrigazioni
- L'intenso profumo ha proprietà rilassanti. Utile in casa e nei luoghi di lavoro, per diffondere la sua preziosa essenza oleosa che permane saldamente in ogni ambiente. Attenzione a non superare le seguenti dosi: uno stelo con circa 5 fiori aperti ogni 10 m2. Si possono mettere due o più steli la dove la presenza di altri odori lo richieda. È un profumo naturale coprente, specialmente in ambienti con animali domestici o spazi comuni con densa presenza umana. Errore comune è tenere un grande vaso di tre o più steli in un unico ambiente. Il profumo diventa troppo intenso e vengono sprecate le proprietà benefiche. La cultura giapponese ha sviluppato l'arte "ikebana" proprio per dosare questi tipi di fiori: mai mazzi di una singola essenza ma combinazioni di fiori dalla proprietà complementari. Un mazzo di Lilium deve così essere distribuito in più ambienti o lungo un grande ambiente per dare il meglio delle sue proprietà curative anti-stress.

## Coltivazione

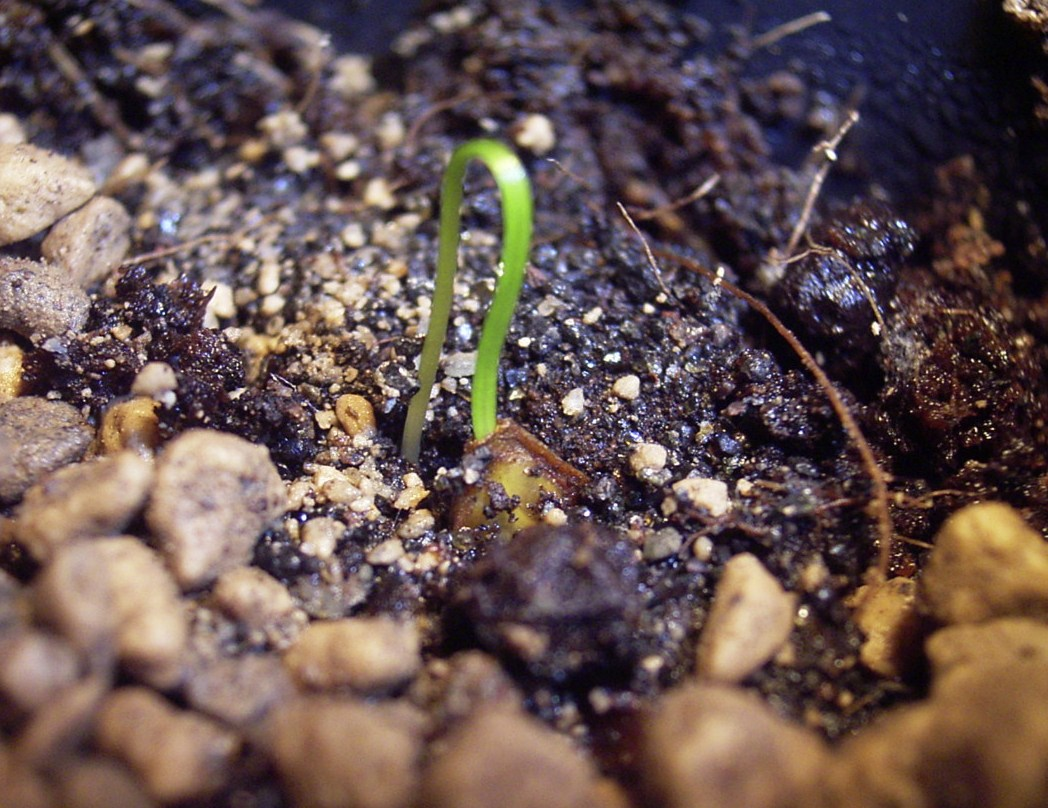
germoglio di Lilium concolor

Solitamente la coltivazione dei gigli non presenta grosse difficoltà, vogliono esposizioni a mezzombra, una dosatura controllata delle annaffiature.
I Lilium con palco di radici avventizie sullo stelo, vogliono suoli ben drenati, freschi nel periodo estivo, permeabili in profondità e arricchito in superficie con sostanze organiche ben decomposte, solo le specie europee come L. candidum o quelle esotiche come L. henryi e poche altre si adattano ai suoli calcarei.
La moltiplicazione avviene generalmente per divisione dei bulbi, semina o con i bulbilli che appaiono sul fusto in alcune specie.
I semi dei Lilium non sempre germinano con facilità e spontaneamente, in alcune specie come L. regale, L. davidii, L. longiflorum, L. concolor, L. tenuifolium, ed altre ancora, la germinazione è rapida e dopo un mese fuoriescono le piantine.
In altre specie come L. auratum, L. canadense, L. japonicum, L. superbum, e altre, si ha prima una germinazione ipogea dei semi, e per 1 anno i cotiledoni non fuoriescono dal terreno, viene nel frattempo prodotto un bulbetto da cui avranno origine nel secondo anno dalla semina le prime foglioline.
Alcune specie come L. henryi ha un comportamento germinativo variabile, comportandosi come il primo gruppo o come il secondo.
Il periodo della semina per ottenere i risultati migliori è l'autunno, mentre in primavera si seminano le specie a fioritura tardiva come L. philippinense var. formosanum che viene seminato da metà febbraio a marzo, riparando il terreno dai geli tardivi con delle stuoie.
I bulbi ottenuti dal seme vengono trapiantati dal secondo anno dalla semina all'inizio della ripresa vegetativa a fine inverno.
I bulbetti che si formano nel tratto sotterraneo dello stelo, non danno immediatamente bulbi fioriferi, si possono usare per moltiplicare le specie L. henryi, L. speciosum, L. longiflorum e L. umbellatum; per cui si preferisce la moltiplicazione per separazione delle scaglie del bulbo, o con la stratificazione degli steli.
Le scaglie separate vengono stratificate in sabbia in ambienti sufficientemente umidi e a temperature intorno ai 18-25 °C, da ogni scaglia si ottengono da 1 a 4 bulbetti a seconda della specie; questo metodo si utilizza con il L. croceum e specie simili.
La stratificazione degli steli si può utilizzare con le specie della sezione Isolirion e con L. candidum, strappando gli steli dal bulbo al momento della fioritura, e ponendoli inclinati in una buca che verrà ricoperta fino a metà, o privandoli delle foglie sotto una banchina in serra; dopo circa un mese si formeranno numerosi bulbetti.
Le specie L. tigrinum, L. croceum var.  bulbiferum, L. sulphureum e L. sargentiae producono dei bulbilli aerei che si formano all'ascella delle foglie, seminati come piselli, danno ottimi bulbi da fiore in 2-3 anni

## Avversità
- Insetti
  - Emitteri:

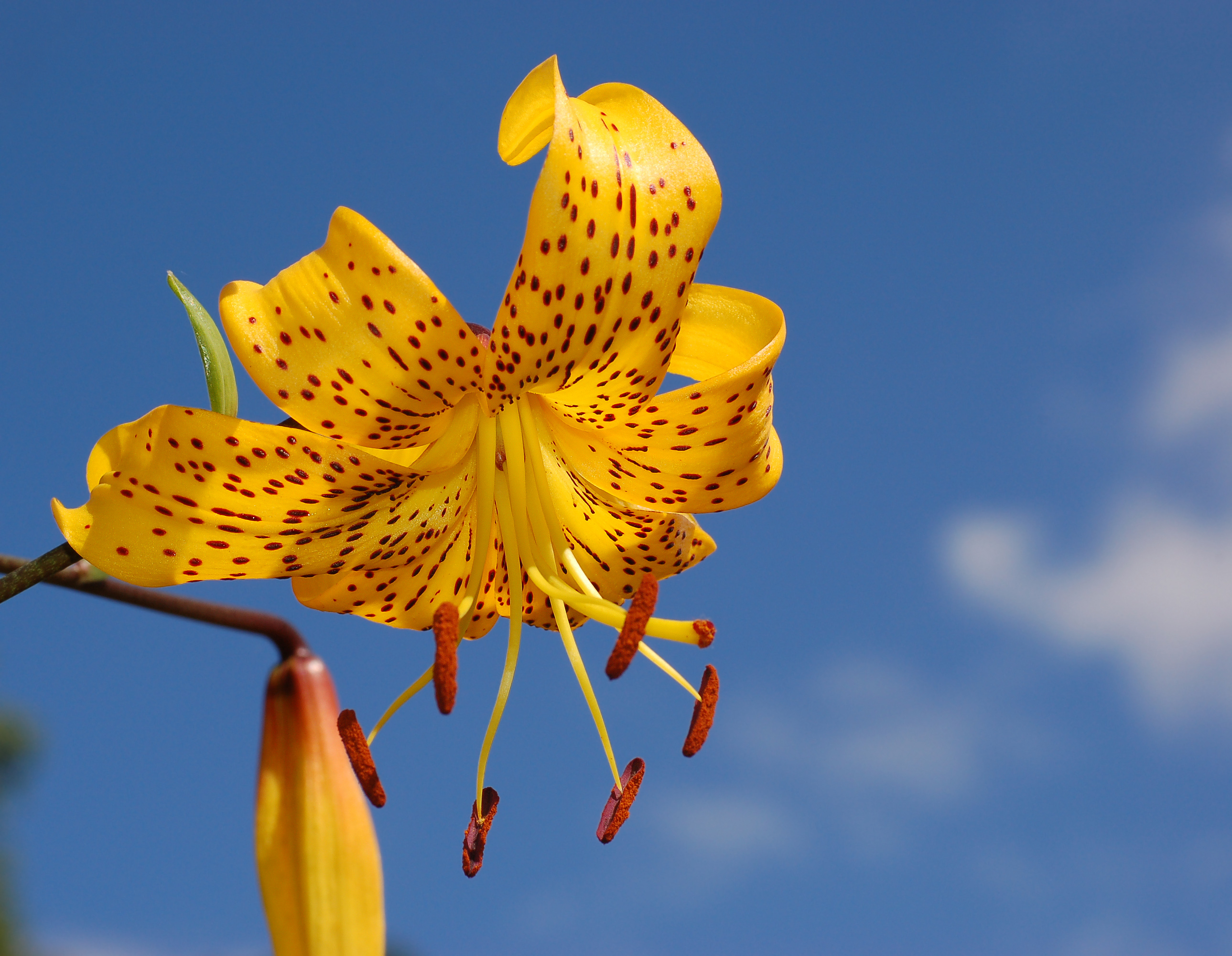
Ibrido di Lilium spp.

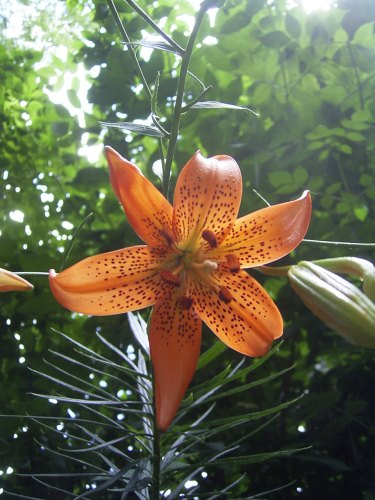
L. davidii

    - Afide dei bulbi - la specie Yezabura tulipae provoca il deperimento dei bulbi stoccati in magazzino
    - Afidi - le specie Myzodes persicae, Myzodes circumflexus e Myzodes ornatus, infestano le parti tenere della pianta formando fittissime colonie con la capacità di trasmettere i virus responsabili di mosaico e rosetta

  - Coleotteri:
    - Criocera - adulti e larve di Lilioceris lilii divorano le foglie
    - Galeruca del Narciso - la specie Exosoma lusitanica danneggia i bulbi e erode i fiori

  - Tisanotteri:
    - Tripide delle serre - le femmine di Heliothrips haemorrhoidalis depongono le uova sulla pagina inferiore delle foglie, le punture causano ingiallimenti e arrossamenti sulle foglie che disseccano
    - Tripide del tabacco - il genere Thrips tabaci causa danni simili al Tripide delle serre
- Molluschi
  - Lumache della specie Agriolimax reticulatus rodono le parti tenere dei bulbi e delle foglie
- Miriapodi:
  - Millepiedi gli adulti del genere Julus e della specie Blanjulus guttulatus provocano lesioni alle radici tenere e carnose, ai bulbi e alle foglie; secernono dal corpo un liquido nauseabondo
- Funghi:
  - Marciume dei bulbi - la specie Rhizopus necans provoca il marciume dei bulbi
  - Marciume delle foglie - le foglie e gli steli attaccati da Botrytis elliptica deperiscono rapidamente soprattutto in ambienti caldo-umidi
  - Muffa verde - varie specie di Penicillium attaccano i bulbi stoccati in magazzino
  - Ruggine - le foglie attaccate da Uromyces lilii presentano pustole rossastre
- Virus:
  - Mosaico - causa screziature verdastre più o meno scure sulle foglie
  - Rosetta - provoca un addensamento della vegetazione nelle parti terminali, con ingiallimento e curvamento delle giovani foglie

## Araldica

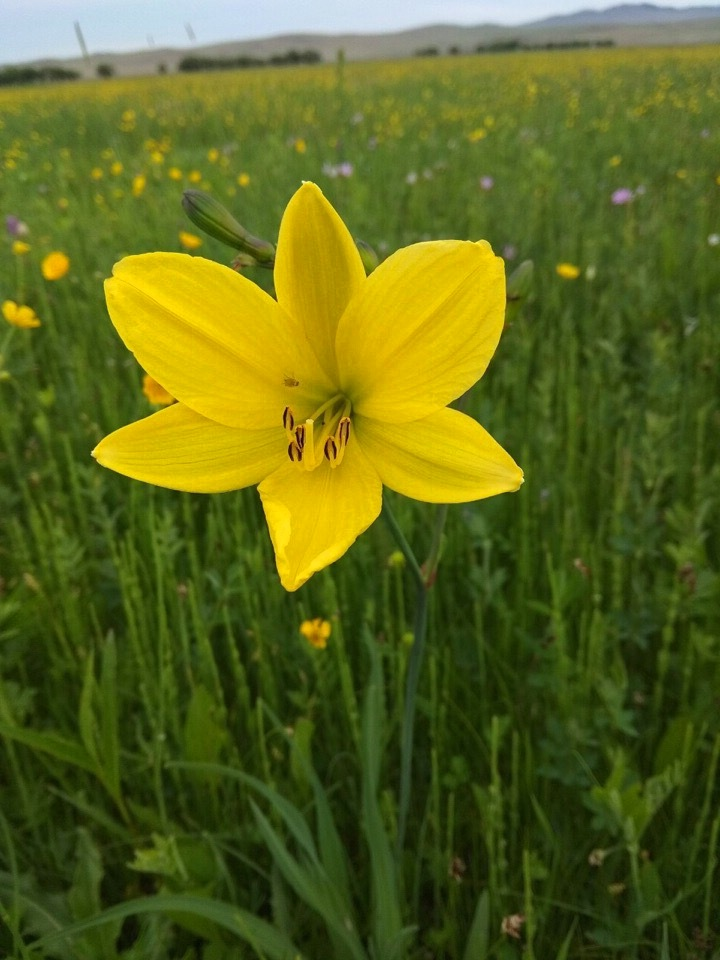
Giglio che cresce in Siberia orientale

Il giglio stilizzato, utilizzato come emblema dalla famiglia Farnese, è noto come Giglio farnesiano. È utilizzato ancor oggi nello stemma di molti comuni ed è usato come simbolo dallo scautismo; il cosiddetto Giglio di Firenze, che è anche il simbolo della squadra di calcio della città, la Fiorentina, è in realtà un iris, ovvero Iris × germanica var. florentina.
Nell'iconografia cristiana cattolica, è uno dei simboli associati alla Madonna, all'Arcangelo Gabriele e a Sant'Antonio di Padova, più in generale, alla castità e alla purezza.

## Letteratura
Il ciclo del giglio è costituito da un solo romanzo, Le vergini delle rocce, scritto da Gabriele D'Annunzio, in cui domina il tema della purificazione dalle passioni.